# Station Soltau (Han)
Station Soltau (Han) (Bahnhof Soltau (Han)) is een spoorwegstation in de Duitse plaats Soltau in de deelstaat Nedersaksen. Het station ligt op de kruising van de spoorlijnen Walsrode - Buchholz (Heidebahn) en de Uelzen - Langwedel (Amerikalinie). Het dient als een centraal knooppunt voor de regio en is voor forenzen en bezoekers van de Lüneburger Heide een belangrijk overstap- en eindstation.
Het in 1873 geopende station bood tot midden twintigste eeuw reismogelijkheden in zeven richtingen voor het regionale- en langeafstandsverkeer. De Amerikalinie, die van Berlijn via Soltau naar Bremerhaven loopt, had eind negentiende begin twintigste eeuw een grote betekenis voor het reizigersverkeer en het goederentransport van de haven aan de Noordzee. Op deze spoorlijn reden de toenmalige Sneltreinen. Daarnaast was er aansluiting op de lokale lijnen naar Lüneburg, Celle en Neuenkirchen. Na de Tweede Wereldoorlog verloor de Amerikalinie zijn interregionale betekenis. Het reizigersverkeer verdween ook langzaam op de lokale spoorlijnen.

## Geschiedenis

### Moeilijke start en ontwikkeling als knooppunt
Ondanks de geografische gunstige ligging in de driehoek tussen de steden Hamburg, Hannover en Bremen werd Soltau in het begin van de bouw van spoorlijnen in het Koninkrijk Hannover in de jaren 1840 niet aangedaan. Wegens de grotere betekenis van Lüneburg werd de spoorlijn Hannover - Hamburg, die in 1947 geopend werd, niet via Soltau maar via een omweg naar Celle en Lüneburg gebouwd.
Na de annexatie van het Koninkrijk Hannover door Pruisen in 1866 zou de hoofdstad Berlijn via de kortste weg met de haven aan de Noordzee verbonden worden. Deze economische verbinding Bremen - Berlijn liep door Soltau. In de stad werd daarvoor een station van de "Tweede Klasse" gepland. Wegens de betere verbinding met de hoofdweg (huidige Bundesstraße 3) verkoos de landscommissie het station ten oosten van de huidige Celler Straße. Op verzoek van de stad Soltau werd het station echter binnen drie jaar gebouwd in de buurt van de Walsroder Straße. De kosten van de bouw werden gefinancierd door de Hanzestad Bremen. Op 1 augustus 1873 werd het station en de spoorlijn aan de Pruisische Staat verkocht. De spoorlijn Uelzen - Langwedel als deelverbinding van de lijn van Berlijn naar Bremen werd op 15 april 1873 voor goederentreinen en op 15 mei 1873 voor reizigerstreinen geopend. Tot 1886 man de Magdeburg-Halberstädter Eisenbahngesellschaft in opdracht van Bremer Staatsbahn de exploitatie op zich, daarna overnam de spoordirectie Hannover van de Preußische Staatseisenbahnen de exploitatie. Een citaat uit de Böhme-Zeitung van 25 augustus 1871 toonde de grote betekenis van de aansluiting van de kleine stad op het spoorwegnetwerk: (vrij vertaald) "Soltau (...) een stad meer dan 2de rangs, (...) wordt nu in één keer opgemerkt en herkend als vaste ster onder de sterren." Het station kreeg te toevoeging (Han), om duidelijk te maken dat het in de Provincie Hannover ligt en de toevoeging wordt tot vandaag de dag nog gebruikt.
De verdere ontsluiting van de Lüneburger Heide had niet de hoogste prioriteit en werd in de planningen steeds op de lange baan geschoven. In 1881 werd voor het eerst een verbinding van Hannover via Walsrode en Soltau bediscussieerd. Een aanvraag van Hannover werd echter door het Ambt Fallingbostel op financiële gronden afgewezen. De planning veranderde in de volgende jaren meermaals  en in 1890 werd de spoorlijn Hannover - Walsrode niet eerst naar Soltau gelegd, maar in de richting van Visselhövede. Tevens werd er voor de inwoners van Fallingbostel een verbinding van Walsrode en Soltau gebouwd en kwam op 30 december 1896 geopend. Vanaf het begin reden vier treinparen op de spoorlijn Walsrode - Soltau, drie daarvan reden door naar Hannover. De reistijd van Soltau naar Hannover bedroeg toen meer dan drie uur.
Op 1 oktober 1901 werd een verbinding van Soltau naar Buchholz in der Nordheide, evenals in de richting Hamburg, geopend en daarmee werd de huidige Heidebahn gecompleteerd. Van Hamburg tot Soltau duurde de reis - ook door lange tussenstops en een noodzakelijke overstap in Buchholz - ongeveer vier uur. Daarmee is Soltau een spoorwegknooppunt geworden, waarvan spoorlijnen naar alle windrichtingen lopen.
Het naastgelegen lokaalstation Soltau Süd bestonden er overstapmogelijkheden op de lokaalspoorlijnen Celle - Soltau (vanaf 1910), Lüneburg - Soltau (vanaf 1913) en Soltau - Neuenkirchen (vanaf 1920).
In de jaren 20 reden op de Heidebahn sneltreinen, die alleen op de hoofdstations stopte en bijvoorbeeld de reistijd tussen Hannover en Soltau tot onder de twee uur terugbracht. Op 2 oktober 1932 werd de baanvaksnelheid verhoogd naar 60 km/h. In de jaren 30 kwamen er op zon- en feestdagen veel recreanten uit de steden Hannover, Altona, Harburg met de trein naar de heide. De betekenis van het station van Soltau kwam naar voren in diverse punten, zoals de vele bijgebouwen en seinhuizen evenals de lengte van de perrons.
De belangrijkste lijn was de spoorlijn Uelzen - Langwedel, die wegens de vele emigranten naar Amerika de Amerikalinie werd genoemd. Op deze lijn stopten ook enkele sneltreinen in Soltau. In 1939 stonden in de dienstregeling bijvoorbeeld drie D-treinen Berlijn - Norddeich (D 102), Berlijn - Wilhelmshaven (D 106) en Berlijn - Bremen (D 108).

### Station Soltau in de nazitijd

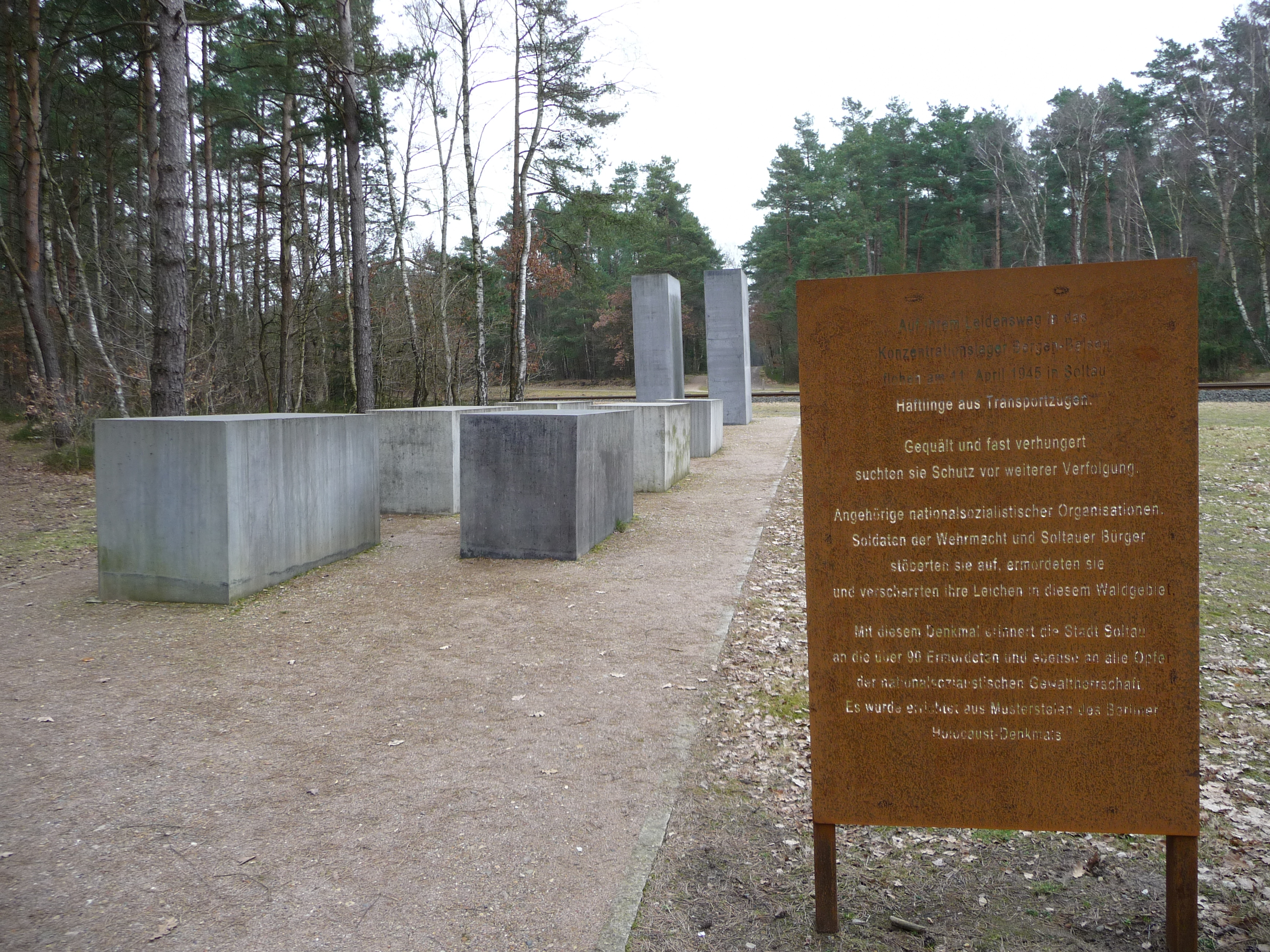
Holocaustmonument in Soltau (2009)

Het station Soltau speelde in de tijd van de nazi's (1933-1945) als aanvoer- en kruisingsstation een tragische rol bij de transporten van gedetineerden naar de concentratiekampen Neuengamme en Bergen-Belsen, evenals in de richting van het oosten naar de vernietigingskampen Sobibor en Auschwitz. Op het Rijksstation exploiteerde de nationaalsocialistische welzijnsorganisatie Volkswohlfahrt een gaarkeuken en een militair hospitaal.
Terwijl er rond 1942 nog normale reizigerstreinen, aangegeven als extra treinen met vele "reizigers" uit Nederland, halt in Soltau maakten, werd de ellende van de gevangenen tegen het einde van de oorlog steeds meer zichtbaar. In 1945 werden talrijke treinen met duizenden gevangenen, in goederenwagons samengepakt, en over de Heidebahn langs het station getransporteerd. Meer dan 600 mensen stierven op de spoorlijn tussen Buchholz en Soltau.
Op 22 februari 1945 waren er luchtaanvallen op het station van Soltau. Op 11 april 1945 werden de sporen onderbroken, zodat er geen treinverkeer mogelijk was. De lange transporttreinen bleven op de vrije baan staan. In het bos Oeniger Wald vluchtten enige gevangenen in de richting van Soltau. Enige inwoners van Soltau vingen de vluchtelingen op met voedsel en kleding. Desalniettemin maakten leden van de Wehrmacht, de SS, plaatselijke Hitlerjugend en enkele inwoners van Soltau jacht op deze vluchtelingen. Samen doodden ze, de meeste in Soltau, meer dan honderd mensen.

### Ontwikkeling na de Tweede Wereldoorlog

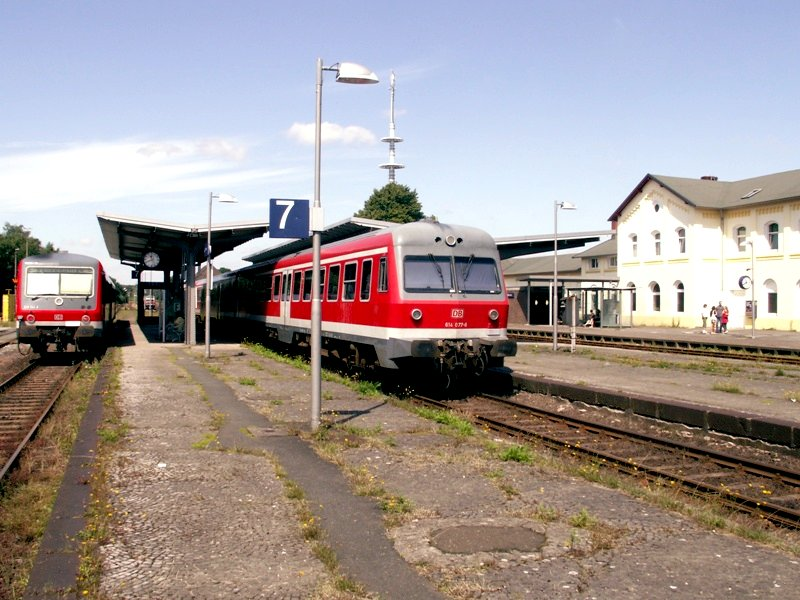
Perrons met DB-treinen voor de renovatie (2007)

De verbinding Berlijn - Soltau (- Bremen) werd na de Tweede Wereldoorlog door de Duitse deling opgeknipt en verloor zijn interregionale betekenis. Ook na de hereniging en het reactiveren van de spoorlijn bij Salzwedel bleef de Amerikalinie een enkelsporige zijlijn.
Op de Heidebahn reden vanaf de jaren 50 tot de jaren 70 nog doorgaande sneltreinen van Hamburg-Altona via Hannover naar Altenbeken door Soltau. In de jaren daarna eindigde de trein in Hannover. Vanaf de jaren 80 reden er in de richting van Hamburg nog stoptreinen, waarbij de meeste in Buchholz stopten, waar overgestapt moest worden. In de richting van Hannover reden er tot in de jaren 90 nog sneltreinen, die later door Regionalbahn-treinen zijn vervangen.
Vanaf 1961 reden de treinen uit Lüneburg en Celle die in het lokaalstation Soltau Süd stopten, verder naar station Soltau om het overstappen te vergemakkelijken. Het station Soltau Süd werd voor het reizigersvervoer gesloten. Voor het treinverkeer van en naar Neuenkirchen moesten de treinen kopmaken in het station Soltau, vervolgens werd op 28 mei 1961 de spoorlijn voor het reizigersverkeer stilgelegd. Op 30 mei 1975 werd ook het reizigersverkeer tussen Bergen (Nedersaksen) en Celle gestaakt, vanaf 21 mei 1977 reden er geen reizigerstreinen meer tussen Lüneburg en Soltau. Alleen goederentreinen bleven rijden over beide spoorlijnen, die reden naar het goederenstation Soltau (Han) Süd.
In 1969 werd de toegelaten baanvaksnelheid op de spoorlijn Walsrode - Buchholz verhoogd naar 80 km/h. Vanaf 1978 waren er discussies over plannen, om die spoorlijn stil te leggen, wat leidde tot vele protesten. De vereniging Red de Heidebahn (Rettet die Heidebahn) werd in 1984 opgericht en zorgde in de volgende jaren voor meer dan 70 speciale treinen met in totaal 35.000 passagiers. In 1989 vonden er na een modernisering ook in Soltau festiviteiten plaats voor de opening van de Nieuwe Heidebahn. Talrijke speciale treinen reden ook in de jaren 90 over de Heidebahn door Soltau, zo waren er bijvoorbeeld in 1994 treinen naar Bad Segeberg, Westerland en naar het eiland Rügen.
Op 1 februari 1995 ontspoorde een DB-treinstel van het type Baureihe 628 bij een rangeerrit in Soltau. De volgende dag werd het treinstel weggesleept en naar Kiel gebracht.

### Actuele planningen en moderniseringen

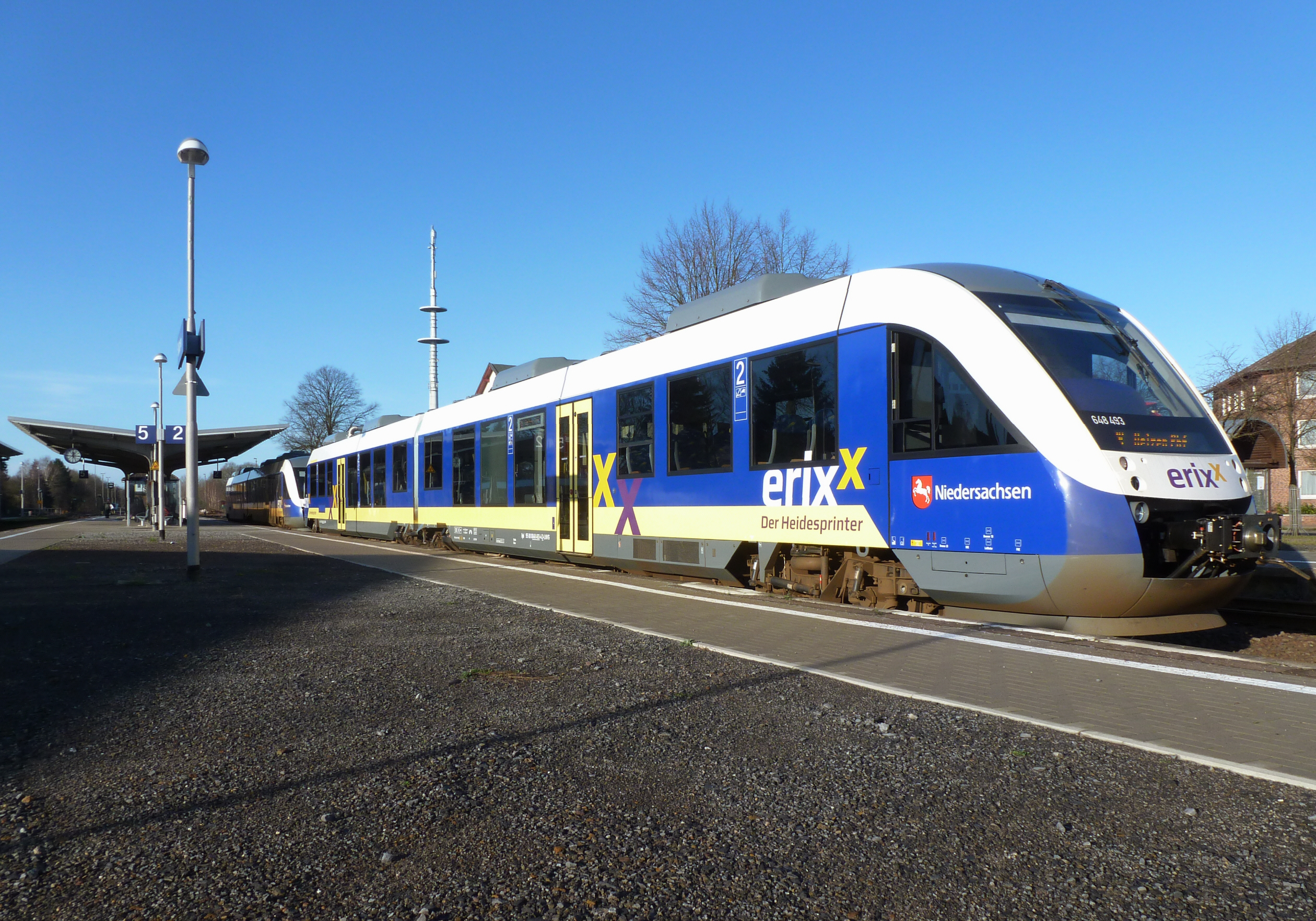
Gerestaureerd perron met een erixx-trein (2012)

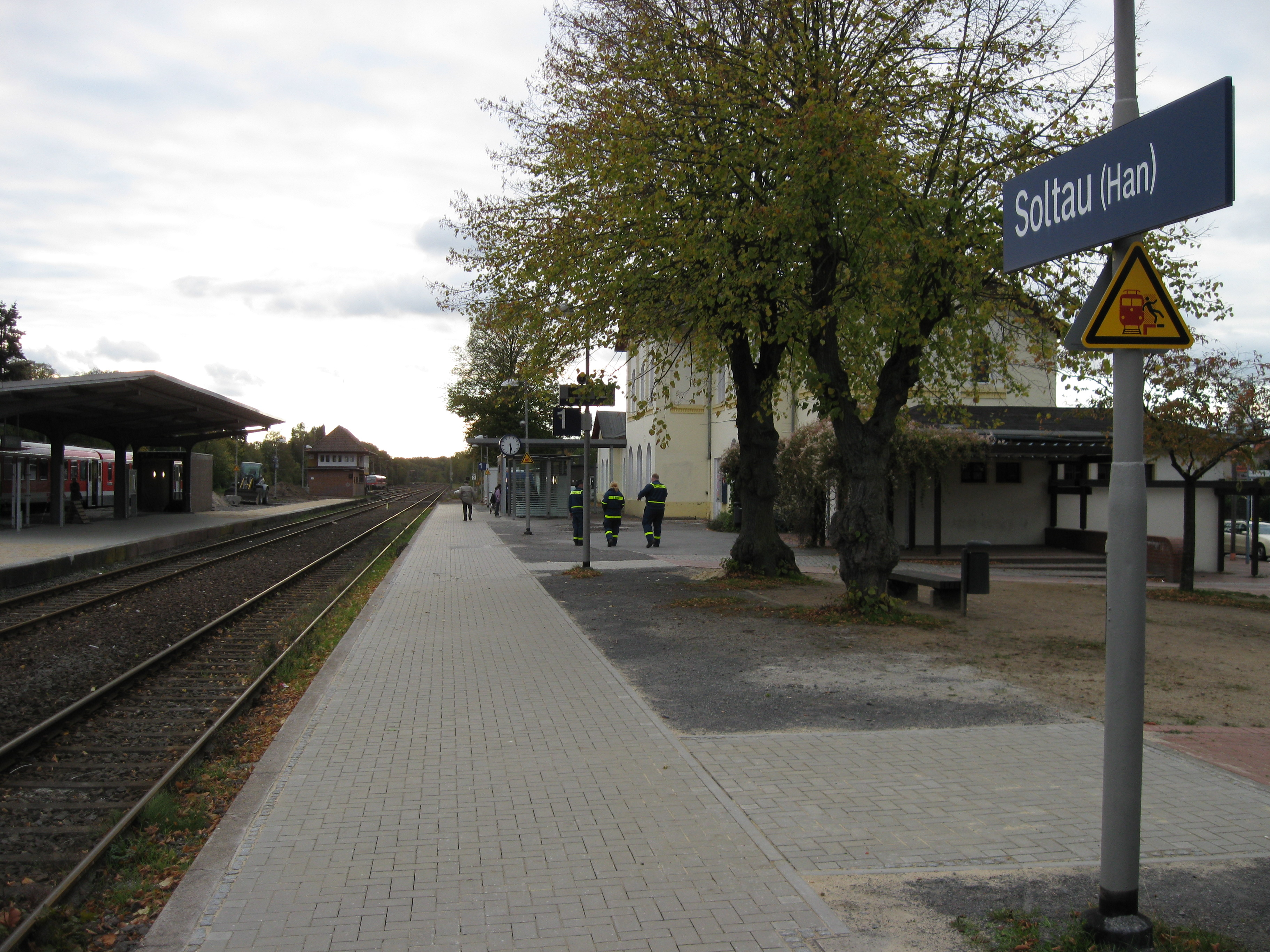
Blik over het hoofdperron (2010)

Vanaf 2005 werd over een monument voor de in 1945 vermoorde gevangenen uit de transporttreinen gediscussieerd, dat oorspronkelijk direct naast het station zou komen. De discussie over het monument en de plaats, in het bijzonder een online stemming van de Böhme-Zeitung, was het resultaat na een oproep van een rechts-extremistisch forum dat de meerderheid van de deelnemers tegen de komst van het monument was. Dit zorgde voor landelijke opschudding. Uiteindelijk werd in de nabijheid van de executieplaats delen uit het Holocaustmonument geplaatst. De keuze voor een locatie aan de stadsrand en niet bij het station zorgde ook voor kritiek. Begin november 2009 stopte de Trein der Herinnering in Soltau.
In de herfst van 2010 werd het perron compleet gerenoveerd en werd dynamische reisinformatie geïnstalleerd. Al in februari van hetzelfde jaar werd er een nieuwe, modernere kaartautomaat geplaatst.
In december 2010 nam de spoorwegmaatschappij erixx de exploitatie van de lijnen Walsrode - Buchholz en Uelzen - Langwedel, de zogenaamde Heidekreuz, over van DB Regio.
Vanaf medio 2013 overwoog het Nedersaksische Verkeersministerie de reactivering van talrijke spoorlijnen voor het reizigersverkeer. Van de oorspronkelijke 74 spoorlijnen bereikte de OHE-spoorlijn van Soltau naar Lüneberg de laatste acht en was daarmee in de race voor de ingebruikname. In de uiteindelijke beslissing begin 2015 hoorde de lijn niet meer tot de drie te reactiveren spoorlijnen wegens te hoge kosten. De spoorlijn van Soltau naar Celle respectievelijk Winsen viel al in de tweede ronde uit.
Tot in 2016 waren er in Soltau geen roltrappen of liften naar de tunnel, zodat het voor rolstoelers, reizigers met kinderwagens of zware bagage moeilijk is om alle perrons te bereiken. Vele gebruiken een overpad, die alleen bedoeld is voor spoorwegmedewerkers. Nadat de Deutsche Bahn dat overpad in 2012 weghaalde, kwam het tot een conflict tussen de Stad en de DB, waarbij de Stad met een rechtszaak dreigde. De DB bleef bij zijn plan, om het station in kader van de Heidebahn-modernisering in 2015-2016 barrièrevrij te maken. In het  kader van deze modernisering, die in 2008 begonnen is en in 2018 klaar zou moeten zijn, wordt de baanvaksnelheid op de gehele spoorlijn verhoogd naar 120 km/h, wat de reistijd tussen Hannover en Buchholz tot ongeveer een halfuur verkort. Over de  modernisering en elektrificering van de Amerikalinie wordt gesproken, om de spoorlijn aantrekkelijker te maken voor goederenverkeer. Ook het alternatief voor het geplande Y-tracé is het uitbreiden van de Amerikalinie, wat betekent dat de spoorlijn door de binnenstad van Soltau meer gebruikt gaat worden. Dit leidde tot protesten van aanwonenden.

## Gebouwen en Emplacement

### Stationsgebouw

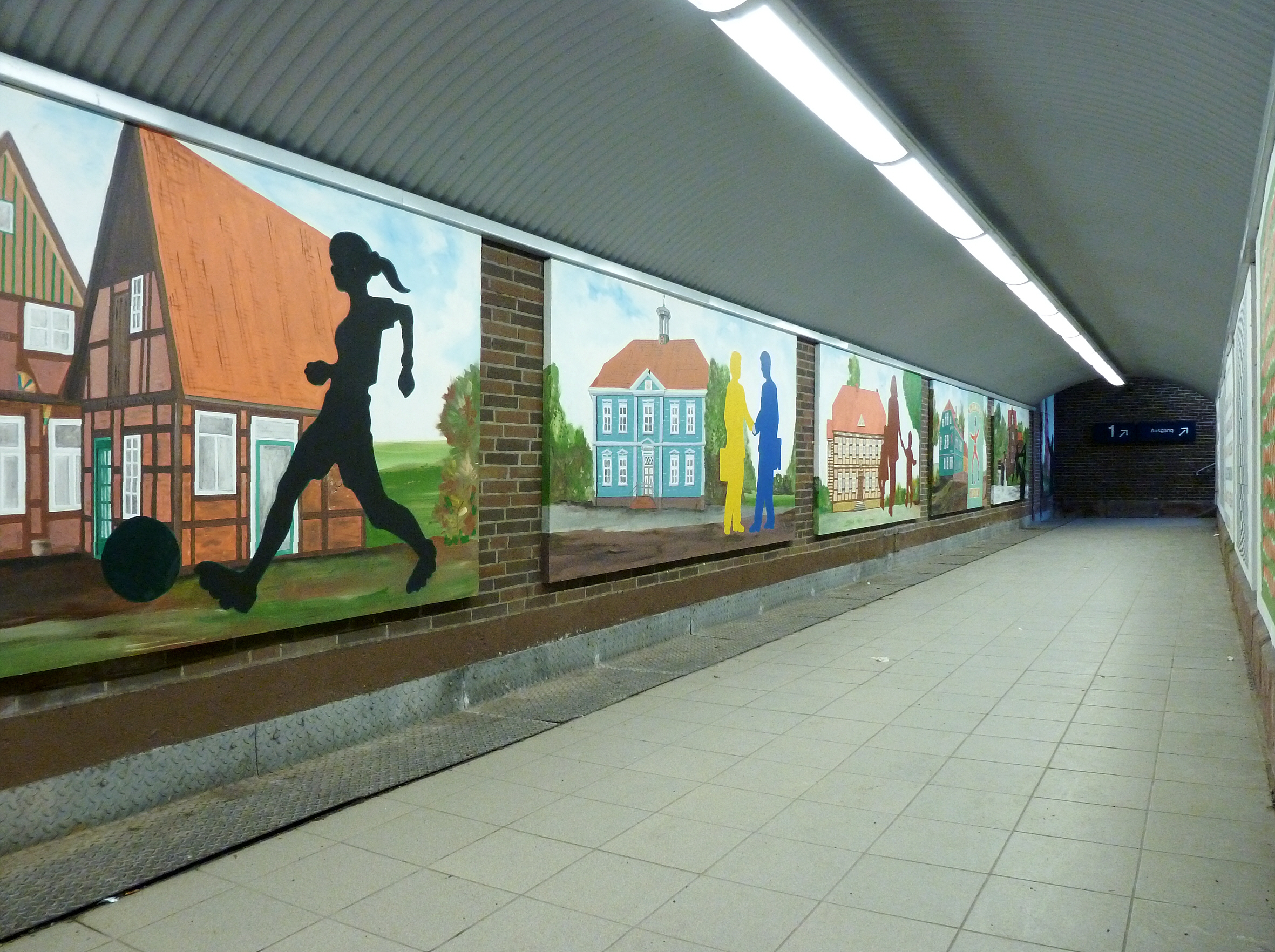
Voetgangerstunnel onder de perrons (2012)

Het stationsgebouw heeft meerdere etages en een totale vloeroppervlakte van 1770 m², het bijbehorende perceel is 934 m² groot.
In de jaren 60 kreeg het stationsgebouw een veranda en werd kleurig geschilderd. De appartementen in het gebouw bleven leeg, de stationsrestauratie en de bagageruimte bleven lange tijd gesloten. In het gebouw bevonden zich alleen nog een wachtruimte en een kiosk met loket. In 2004 werd het station voor rond de € 350.000 gerenoveerd. Het stationsgebouw werd nieuw geschilderd en er werden banken en kasten geplaatst. De voetgangerstunnel werd gereinigd en geschilderd. In september 2008 en maart 2009 werden elk een wand van de tunnel door scholieren uit Soltau met beelden van de stad met het thema spel versierd.
Op 4 april 2014 verkocht de Deutsche Bahn het stationsgebouw van Soltau voor € 72.000 aan een particulier. De wachtruimte en de kiosk is na de verkoop weer geopend, over de toekomstige gebruik van het gebouw is nog niets bekend.

### Seinhuizen en bijgebouwen

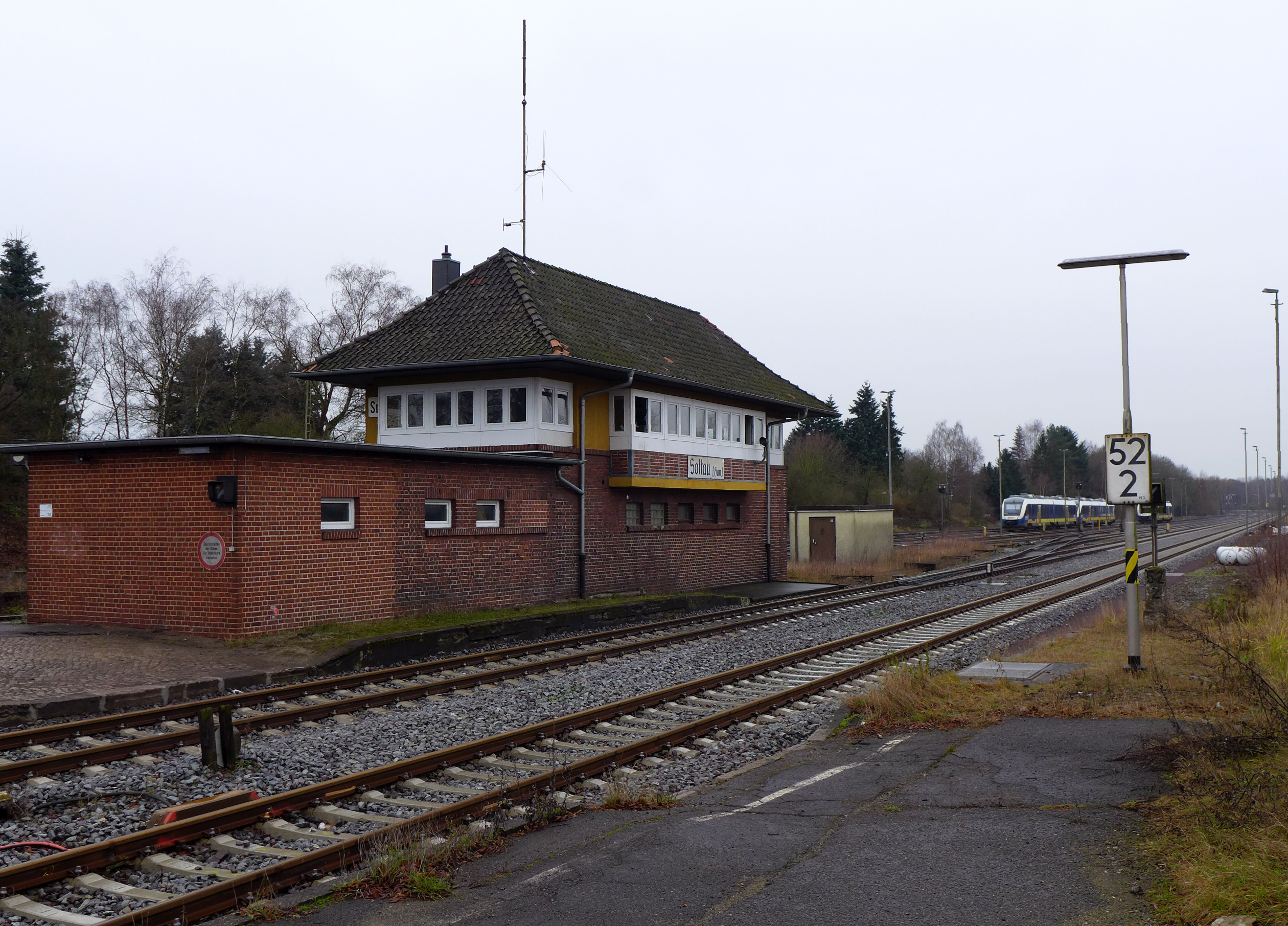
Seinhuis van station Soltau (2012)

Het stationsgebouw heeft drie mechanische seinhuizen van het type Einheit uit het jaar 1935, die nog in gebruik zijn: treindienstleidingspost Smf en de beide wisselwachtposten So en Sw. Aan het stationsgebouw is er een vroegere expresgoederenloods aangesloten.
Als gebouwen was er vroeger bovendien een goederenloods gebouwd, daarbij was er een locomotiefstation. Ten oosten stonden er twee toiletgebouwen, twee stallen en een wachtgebouw. Aan de zuidzijde lag het emplacement van het locomotiefstation met vier loodsen, kolenopslag, oliemagazijn en een wasplaats. Het hoofdkantoor van het station lag ten westen van het laadperron.
Het station Soltau veranderde in de jaren nauwelijks. Enige bijgebouwen werden gesloopt of hebben een andere functie gekregen. In de expresgoederenloods heeft de lokale SPD een kantoor en in het voormalige onderhoudsgebouw een sociale werkplaats gevestigd.

### Emplacement en perrons

Sporenplan van station Soltau in 2015

Station Soltau heeft drie perrons, die via een voetgangerstunnel met elkaar verbonden zijn. Er zijn vier perronsporen voor het reizigersverkeer beschikbaar. Langs het hoofdperron (spoor 1) stoppen de treinen richting Bremen, het eilandperron wordt gebruikt voor de treinen naar Uelzen (spoor 2) en Buchholz (spoor 5). Tevens is er nog een zijperron (spoor 7) waar de treinen richting Hannover stoppen.
Spoor 3 wordt als opstelspoor gebruikt en spoor 4 door het goederenverkeer. Tevens worden de sporen 5 WES en 6 door DB gecategoriseerd als opstelspoor.  Daarnaast zijn er nog een aantal zijsporen.

## Verbindingen

### Reizigersverkeer
Momenteel wordt station Soltau (Han) alleen via de Heidebahn en de Amerikalinie door het reizigersverkeer bediend. De exploitant is de private spoorwegonderneming erixx. De Heidebahn tussen Hannover en Buchholz rijdt overwegend eenmaal per uur, de lijn tussen Uelzen en Bremen wordt eenmaal per twee uur bediend.
| Serie | Treinsoort           | Route                                                         | Bijzonderheden             |
| ----- | -------------------- | ------------------------------------------------------------- | -------------------------- |
| RB 37 | Regionalbahn (Erixx) | Bremen Hbf – Soltau (Han) – Uelzen                            | Rijdt eenmaal per twee uur |
| RB 38 | Regionalbahn (Erixx) | Buchholz (Nordheide) – Soltau (Han) – Walsrode – Hannover Hbf |                            |

Het station wordt voornamelijk gebruikt door forenzen, scholieren, bezoekers van het Heide-Park, de Soltau-Therme of het winkelcentrum Designer Outlet  te Soltau. Volgens cijfers van de spoorwegen gebruiken dagelijks 1237 personen het station als begin-, eind- of overstapstation (november 2013).
Af en toe wordt de OHE-spoorlijn naar Lüneburg en Celle gebruikt voor museumritten, bijvoorbeeld wordt de Heide-Express van Arbeitsgemeinschaft Verkehrsfreunde Lüneburg e. V. aangeboden. Tevens rijdt de "Ameisenbär", een historisch rijtuig van het type Wismar uit het jaar 1937, in de zomer van Soltau via Bispingen naar Döhle.

### Goederenverkeer

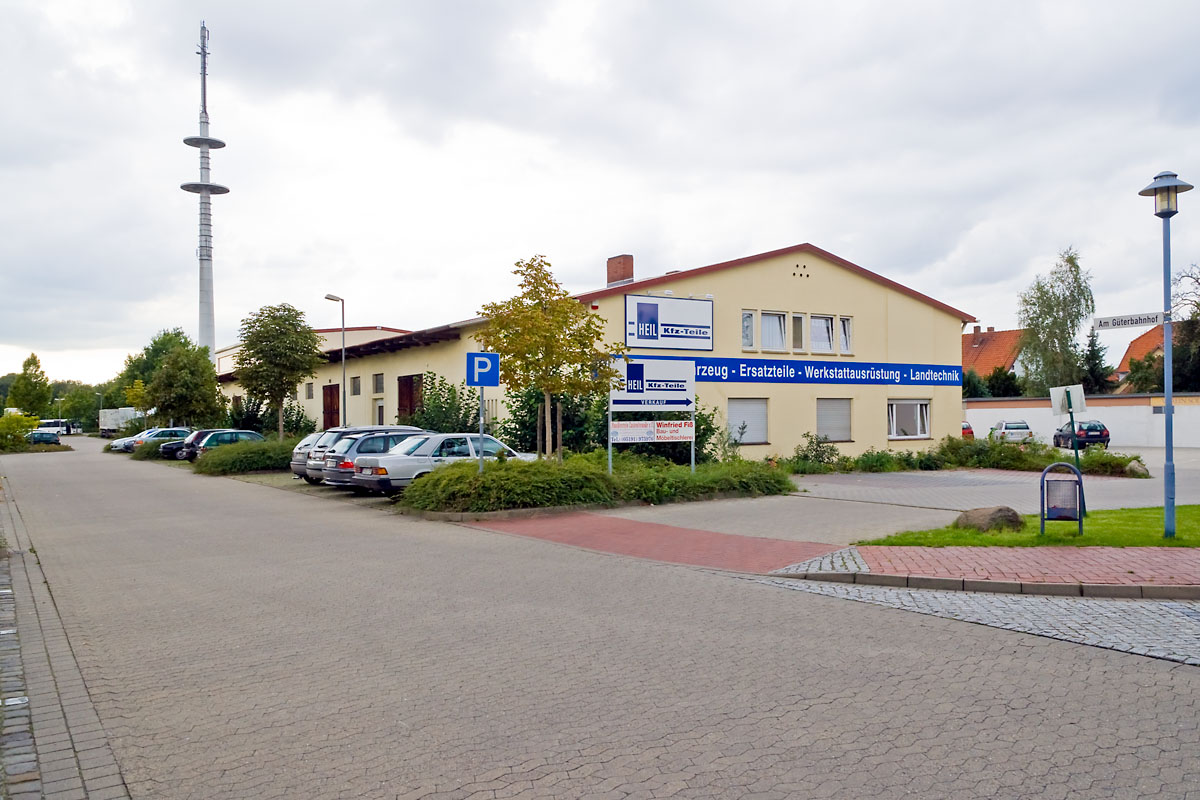
Voormalig goederenloods. Tegenwoordig zonder sporen en wordt gebruikt als bedrijfspand (2008)

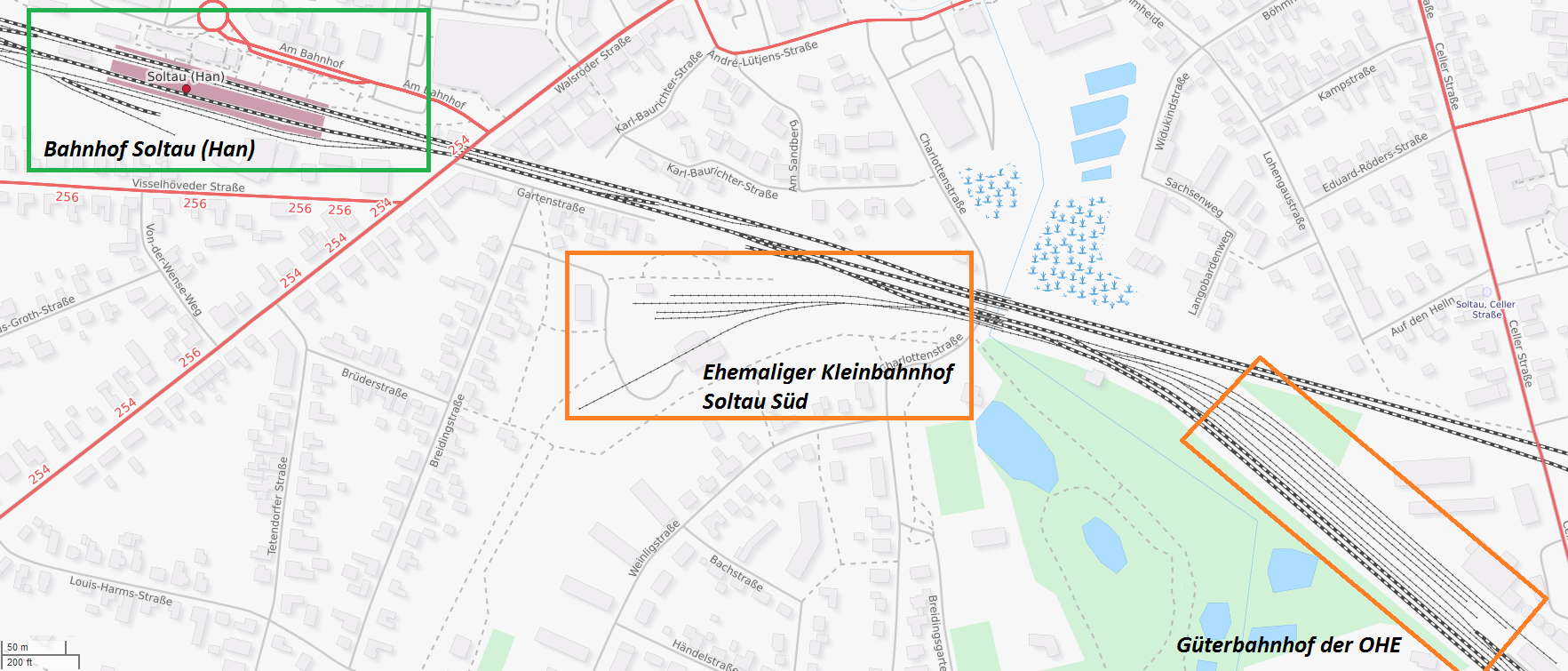
Plattegrond van de stations in Soltau (2015)

Het goederenemplacement ligt in het noordwestelijke deel van het station. Dit is niet meer in gebruik. Enige gebouwen zijn bewaard gebleven, vaak zonder spooraansluiting en niet meer in bezit van de Deutsche Bahn. Ze worden commercieel gebruikt. De straatnaam Am Güterbahnhof herinnert aan het vroegere gebruik. Het station Soltau (Han) zelf wordt in de regel niet meer door goederenverkeer gebruikt, daarvoor dient het op enkele meters afstand het goederenstation Soltau Süd van de OHE, waarmee een spoorverbinding bestaat. Het station wordt voornamelijk gebruikt door doorgaand verkeer.

### Busverkeer
Direct voor het station ligt het busstation. Negen buslijnen van de Verkehrsgemeinschaft Nordost-Niedersachsen (VNN) verbindt het station met de omliggende dorpen Schneverdingen, Bispingen, Neuenkirchen, Munster, Wietzendorf en de dorpen in de gemeente Soltau. Ook worden er extra lijnen naar het Heide-Park en de Designer Outlet Soltau aangeboden.
Talrijke touroperators hebben station Soltau (Han) als bestemming. Tot april 2014 was het station een halte van dagelijkse langeafstandsbussen Cuxhaven - Berlijn van de Berlin-Linien-Bus-Gesellschaft.